# Katalogy mise Gaia

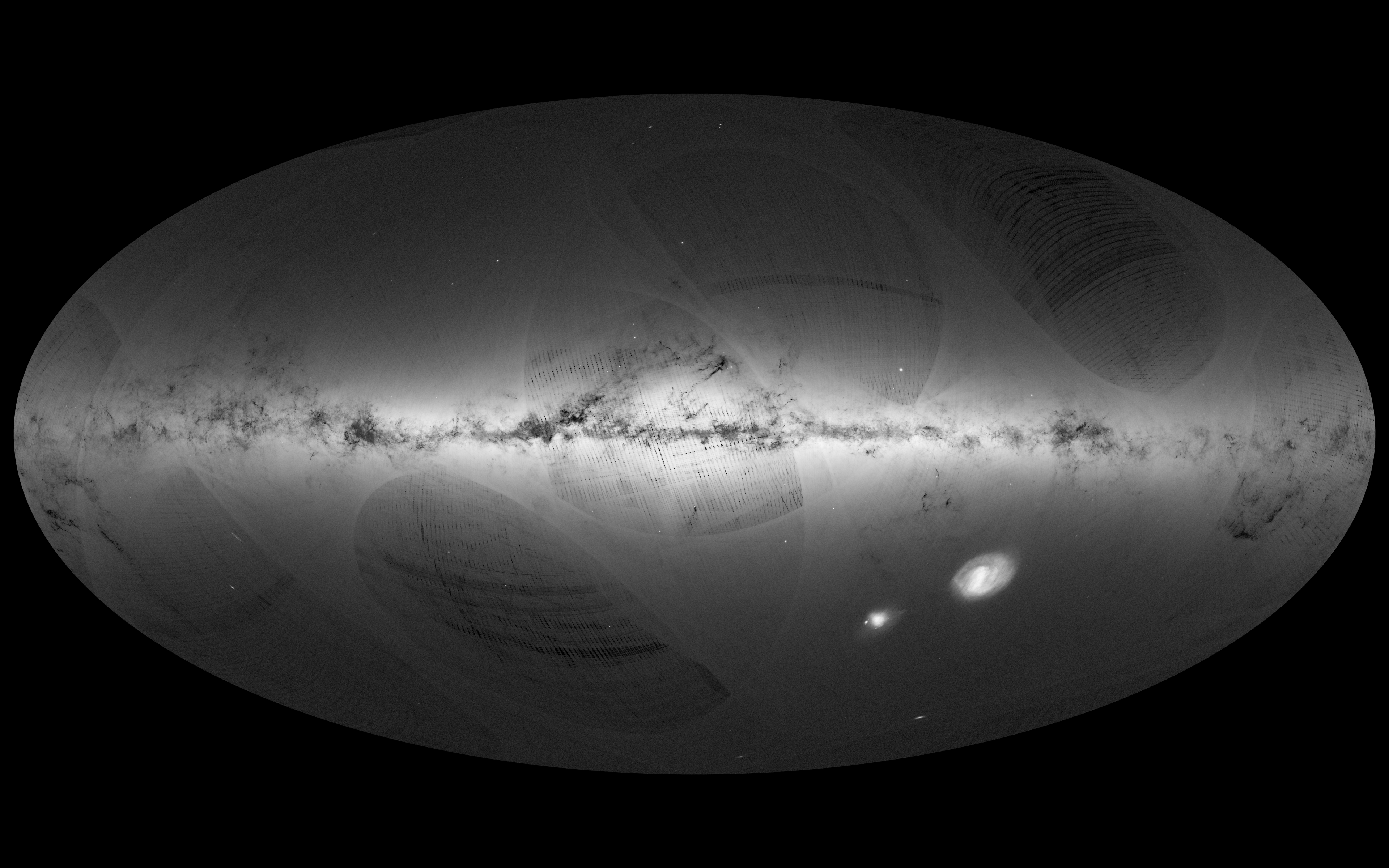
Celkový pohled na oblohu zobrazující hvězdy v Galaxii Mléčná dráha a sousedních galaxiích, vytvořený na základě prvního roku pozorování mise Gaia od července 2014 do září 2015. Mapa ukazuje hustotu hvězd pozorovaných misí Gaia na každé části oblohy. Jasnější oblasti označují hustší koncentrace hvězd, zatímco tmavší oblasti odpovídají částem oblohy, kde bylo pozorováno méně hvězd.

Katalogy mise Gaia jsou hvězdné katalogy vytvořené na základě výsledků získaných kosmickým teleskopem Gaia. Katalogy jsou zveřejňovány postupně a s každým vydáním obsahují stále více informací; dřívější vydání také nezahrnují některé hvězdy, zejména slabší hvězdy v hustých hvězdných polích. Data z každého vydání jsou dostupná prostřednictvím archivu Gaia.

## Počáteční seznam zdrojů mise Gaia
Počáteční seznam zdrojů mise Gaia (Initial Gaia Source List, IGSL) je hvězdný katalog obsahující 1,2 miliardy objektů vytvořený jako podpora pro misi Gaia. Mise měla dodat katalog založený výhradně na vlastních datech. Pro první katalog Gaia DR1 bylo však zapotřebí přiřadit pozorování objektům a porovnat je s jinými katalogy. Za tímto účelem byl vytvořen samostatný katalog objektů z několika dalších katalogů, který přibližně odpovídá stavu poznání astronomie na začátku mise Gaia.

## Vydání dat
Gaia DR1: První vydání dat z mise Gaia bylo zveřejněno 13. září 2016 a obsahovalo informace o:
- 1,1 miliardě hvězd,
- přibližně 2 milionech hvězd s paralaxemi a vlastními pohyby,
- více než 300 000 proměnných hvězd.[4]

Gaia DR2: Druhé vydání, zveřejněné 25. dubna 2018, zahrnovalo data o:
- 1,7 miliardě hvězd včetně jejich polohy, vlastní rychlosti a paralaxy,
- více než 7 milionech hvězd s radiální rychlostí,
- přes 550 000 proměnných hvězd,
- více než 14 000 objektech sluneční soustavy, zejména asteroidech.[5]

Gaia EDR3 a DR3: Kvůli nejistotám v datovém zpracování bylo třetí vydání dat, založené na 34 měsících pozorování, rozděleno na dvě části. První část, EDR3 (Early Data Release 3), zahrnovala vylepšené pozice, paralaxy a vlastní pohyby, a byla zveřejněna 3. prosince 2020. Souřadnice v EDR3 používají novou verzi nebeského referenčního rámce Gaia (Gaia–CRF3), která byla založena na pozorování 1 614 173 extragalaktických zdrojů, z nichž 2 269 bylo společných s radiovými zdroji v rámci třetí revize mezinárodního nebeského referenčního rámce (ICRF3). EDR3 zahrnovalo také katalog Gaia Catalogue of Nearby Stars (GCNS), obsahující 331 312 hvězd do vzdálenosti přibližně 100 parseků (330 světelných let).
Plné vydání DR3, publikované 13. června 2022, obsahovalo data z EDR3 a navíc:
- data sluneční soustavy,
- informace o proměnných hvězdách,
- Výsledky zahrnují data o vícenásobných hvězdných systémech (například dvojhvězdách), kvazarech (aktivních galaktických jádrech) a rozšířených objektech, jako jsou galaxie, hvězdokupy a mlhoviny,
- astrofyzikální parametry,
- speciální datovou sadu Gaia Andromeda Photometric Survey (GAPS), která poskytuje fotometrická časová data pro přibližně 1 milion zdrojů v oblasti o poloměru 5,5 stupně kolem středu galaxie Andromeda.[9]

## Budoucí vydání
Gaia DR4: Očekává se v roce 2026 a přinese plná data z pětileté nominální mise. Obsahovat bude:
- přibližně 2 miliardy hvězd se zlepšenými paralaxemi a vlastními pohyby,
- více než 25 milionů spektrálních dat o radiálních rychlostech hvězd,
- přes 20 milionů proměnných hvězd,
- data o přibližně 200 000 objektech sluneční soustavy, včetně asteroidů a komet,
- více než 5 000 exoplanet,
- více než 2 miliony kvasarů a aktivních galaktických jader,
- epochová data a tranzitní data pro všechny zdroje.[1]

Gaia DR5: Poslední vydání plánované na rok 2030 bude zahrnovat všechna data shromážděná během životnosti mise. Očekává se, že DR5:
- přinese data o více než 2,5 miliardách hvězd se zlepšenou přesností o 1,4násobek oproti DR4,
- více než 50 milionů spektrálních dat o radiálních rychlostech,
- přes 30 milionů proměnných hvězd,
- data o více než 300 000 objektech sluneční soustavy,
- více než 10 000 exoplanet,
- přes 3 miliony kvasarů a aktivních galaktických jader.[1]

## Význam mise
Katalogy Gaia mají zásadní význam pro astrometrii, fotometrii a radiální rychlosti hvězd. Poskytují jedinečný pohled na dynamiku Galaxie Mléčná dráha, umožňují lepší odhad vzdáleností hvězd a galaxií a slouží jako základ pro další astronomické výzkumy. Gaia také přispívá k identifikaci a studiu exoplanet, dvojhvězd, proměnných hvězd, kvasarů, asteroidů a dalších specifických typů objektů.